# 쓰게정
쓰게정(柘植町)은 미에현 아야마군에 있던 정이다. 도카이 지방・긴키 지방에서는 드물게 지자체의 정 표기가 '마치(まち)'였다. 현재 이가시의 북동쪽 끝에 해당한다.

## 역사
- 1889년 4월 1일 - 정촌제 시행에 의해 야마다군 히가시쓰게촌이 성립하였다.
- 1896년 4월 1일 - 군제 시행에 의해 아야마군으로 변경되었다.
- 1942년 7월 1일 - 히가시쓰게촌이 정으로 승격 개칭해 쓰게정이 되었다.
- 1959년 3월 20일 - 가스가촌과 합병해 이가정이 성립하여, 동일 쓰게정은 폐지되었다.

## 교통

### 철도
- 일본국유철도
  - 간사이 본선
  - 구사쓰선

## 참고문헌
- 大日本篤農家名鑑編纂所編『大日本篤農家名鑑』大日本篤農家名鑑編纂所、1910年。
- 『大日本博士録 VOLUME V』発展社、1921 - 1930年。
- 衆議院事務局編『衆議院議員略歴 第1回乃至第19回』衆議院事務局、1936年。
- 角川日本地名大辞典 24 三重県